# Hatuquessilete
Hatuquessilete (Hatuquesi Lete, Hatuqesi Lete) ist eine osttimoresische Aldeia im Suco Hatuquessi (Verwaltungsamt Liquiçá, Gemeinde Liquiçá). 2015 lebten in der Aldeia 15 Menschen.

## Geographie
Hatuquessilete liegt im Nordosten des Sucos Hatuquessi. Nördlich liegt die Aldeia Hatarlema, nordwestlich die Aldeia Tautalo, westlich die Aldeia Caidico und südlich die Aldeia Nunubrihati. Im Osten grenzt Hatuquessilete an den Suco Loidahar. Die Ostgrenze zu Loidahar bildet der Ricameta, ein Quellfluss des Laklos, die Westgrenzezu Tautalo  folgt dem Nomoro, der zweite Quellfluss.
Das Ortszentrum des Dorfes Hatuquessilete liegt im Südwesten der Aldeia Hatuquessilete. Hier stehen der Sitz des Sucos Hatuquessi und eine Grundschule.

## Politik
2023 wurde Mariano Pereira dos Santos zum Chefe de Aldeia gewählt.